# نباتات ثلاثية الشدف
نباتات ثلاثية الشدف (الاسم العلمي:†Trimerophytopsida أو †Trimeropsida) هي طائفة منقرضة من النباتات الوعائية المبكرة من العصر الديفوني. تحتوي على أجناس مثل النبتة الجرداء (Psilophyton). من المحتمل أن تكون هذه المجموعة شبه عرقية ويعتقد أنها مجموعة الأسلاف التي تطورت فيها كل من السراخس ونباتات البذور. صنف علماء مختلفون هذه المجموعة ووضعت في مراتب تصنيفية مختلفة ولذلك تدل عليها أسماء لاتينية علمية كثيرة منها Trimerophyta و Trimerophytophyta و Trimerophytina و Trimerophytophytina و Trimerophytales.

## التصنيف
في البداية، تم وضع معظم النباتات البرية المبكرة بخلاف النباتات الطحلبية (أي نباتات عديدة المباغات) في طائفة سميت النباتات الجرداء (Psilophyta) تم إنشاؤها في عام 1917 من قبل Kidston و Lang. مع اكتشاف أحافير إضافية ووصفها، أصبح من الواضح أن النباتات الجرداء لم تكن مجموعة متجانسة من النباتات. في عام 1968، اقترحت بنكس أولاً تقسيم هذه الأصناف إلى ثلاث مجموعات في الشعيبة وقام بتوضيح اقتراحه في عام 1975. وكانت واحدة من المجموعات الثلاث هي نباتات ثلاثية الشدف (Trimerophytina).

تعتمد الشعيبة على جنس نبتة ثلاثية الشدف Trimerophyton كجنس نمطي والذي قد يُتوقع منه إنتاج اسم شعيبة "Trimerophytophytina" كاسم ولكن المدونة الدولية للتسميات الخاصة بالطحالب والفطريات والنباتات تسمح بحذف اللاحقة "phyton" من اسم الجنس اختياريًا قبل إضافة اللواحق '-ophyta' و'-ophytina' و'-opsida' اللازمة لتكوين أسماء الشعب والشعيبات والطوائف.
ومنذ ذلك الحين، عوملت النباتات ثلاثية الشدف على أنها شعبة تحت اسم Trimerophyta  أو Trimerophytophyta وكطائفة تحت اسم Trimeropsida أو Trimerophytopsida (كما هو الحال هنا) وكرتبة تحت اسم ثلاثيات الشدف Trimerophytales.
- شعيبة النباتات ثلاثية الشدف †Trimerophytina[8][9]
  - طائفة النباتات ثلاثية الشدف (†Trimerophytopsida)
    - رتبة ثلاثيات الشدف (†Trimerophytales)
      - فصيلة نبتات ثلاثية الشدف (†Trimerophytaceae)
        - جنس †نبتة ثلاثية الشدف
        - جنس †نبتة حقيقية الأوراق
        - جنس †النبتة الجرداء
        - جنس †نبتة داوسون
        - جنس †الهوستنيلة
        - جنس †Oocampsa Andrews, Gensel & Kasper 1975
        - جنس †Pauthecophyton Xue et al. 2012